# Раудвеэ, Сильвия
Сильвия Раудвээ 21 августа 1927 года, Лехтцэ – 1 октября 2021 года.

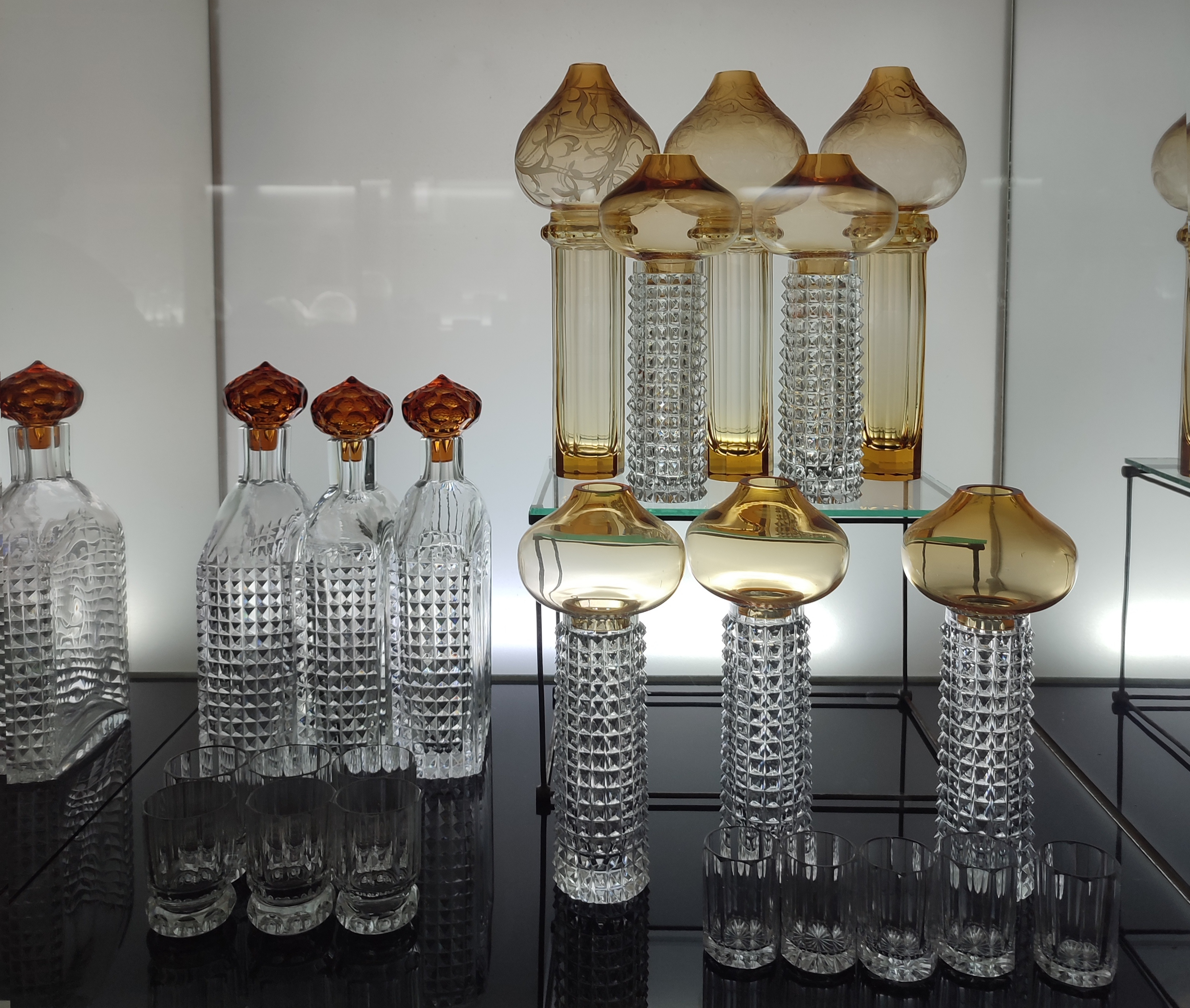
Неман (стеклозавод), 1972.

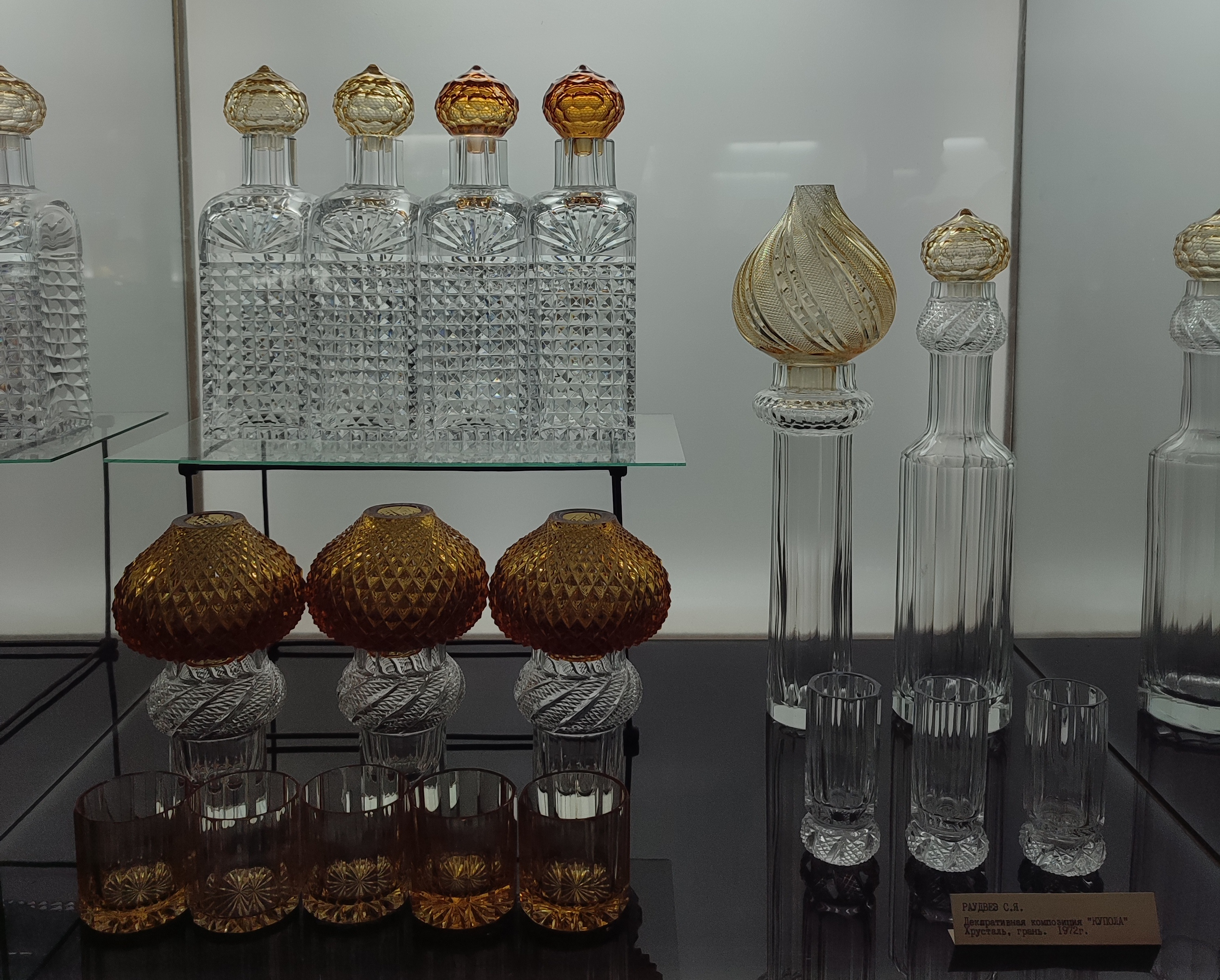
Неман (стеклозавод), 1972.

Известный эстонский художник, мастер декоративно-прикладного искусства, специализировалась на художественном стекле. 
Сильвия Раудвеэ родилась 21 августа 1927 года в Лехтсе, Ярвамаа. В 1929 году семья переехала в Янеду. 
В возрасте восьми лет Сильвия поступила в местную шестилетнюю школу в Раудле, где проучилась четыре года. Затем, в 1939 году, она  один год проучилась в Таллинском частном училище-прогимназии, пока все частные школы в Эстонии не были ликвидированы. 
Сильвия вернулась в деревню и закончила школу в Раудле. Во время немецкой оккупации она училась в частной средней школе Эльфриды Лендер в Таллине, которую закончила в 1946 году. 
После школы она решила изучать дизайн одежды. Интерес Сильвии к искусству стеклоделия возник благодаря Хельге Кырге, с которой она познакомилась в Эстонской народной школе-интернате и которая училась там в 1943 году по специальности «Конструктор стекла».
В Таллинской школе изобразительного и прикладного искусства  работу Сильвии высоко оценил заведующий кафедрой декоративного стекла Макс Роосмат. 
В 1946 году Сильвия Раудвэе сдала вступительные экзамены на отделение дизайна одежды Таллинского государственного института прикладного искусства и выбрала художественное стекло в качестве дополнительной специальности.
В марте 1949 года вместе с родителями Сильвия  была выслана в  Новосёловский район Красноярского края, откуда семья была освобождена только в октябре 1957 года.
В 1961 году закончила Эстонский государственный институт искусств по специальности «искусство стекла». 
С 1961 по 1974 год работала художником на стеклозаводе «Неман» в Белорусской ССР. 
С 1975 года работала как вольный художник. 
Была членом Эстонской ассоциации художников-стеклоделов. 

## Признание
- 1987 год — Заслуженный художник Эстонской ССР